# Vogel (cràter)

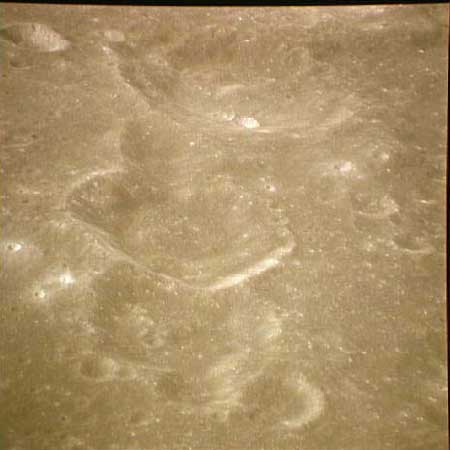
Fotografia de la missió Apol·lo 16

Vogel és un petit cràter d'impacte lunar localitzat al sud-est d'Albategnius. És el membre més petit d'un trio de cràters que augmenten de grandària de nord a sud, format per Vogel, Argelander i Airy. A l'oest es troba el romanent del cràter Parrot. També al nord-est es troba Burnham, més petit.
Tant l'extrem nord com l'extrem sud de la vora de Vogel són interromputs per cràters més petits. Vogel B al nord és cobert al seu torn en la seva vora nord per un cràter encara més petit, formant així un grup de cràters interconnectats, amb Vogel sent el més gran d'ells. El brocal de Vogel s'ha conservat relativament intacte i no es desgastat significativament.

## Cràters satèl·lit
Per convenció aquests elements són identificats en els mapes lunars posant la lletra en el costat del punt central del cràter que està més proper a Vogel.
|       | \| Vogel \| Coordenades \| Diàmetre \| \| ----- \| ---------------------------------- \| -------- \| \| A \| 14° 06′ S, 5° 36′ E / 14.1°S,5.6°E \| 9 km \| \| B \| 14° 24′ S, 5° 42′ E / 14.4°S,5.7°E \| 22 km \| \| C \| 14° 06′ S, 5° 18′ E / 14.1°S,5.3°E \| 10 km \| |          |
| Vogel | Coordenades | Diàmetre |
| A     | 14° 06′ S, 5° 36′ E / 14.1°S,5.6°E | 9 km     |
| B     | 14° 24′ S, 5° 42′ E / 14.4°S,5.7°E | 22 km    |
| C     | 14° 06′ S, 5° 18′ E / 14.1°S,5.3°E | 10 km    |

## Vegeu també

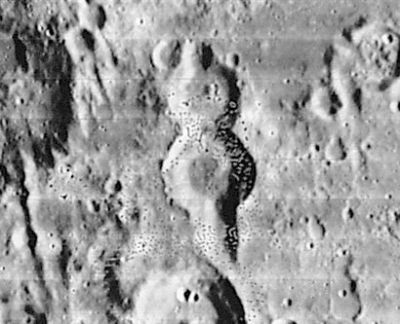
Fotografia de la missió Lunar Orbiter 4